# Lao kê
Lao kê là dạng bệnh lao lan tỏa rộng vào trong cơ thể người và tạo các tổn thương kích thước nhỏ (1–5 mm). Trên phim chụp x-quang ngực của lao kê có hình ảnh nhiều đốm nhỏ rải rác khắp phế trường giống như các hạt kê rất đặc trưng, do đó có thuật ngữ lao "kê". Lao kê có thể lây lan đến bất kì cơ quan nào, trong đó có phổi, gan, và lách. Lao kê hiện diện ở khoảng 2% tổng số ca lao và chiếm đến 20% tổng số trường hợp lao ngoài phổi.